# Lierna (cadeira)
Lierna foi uma cadeira projetada pelos designers italianos  Achille e Pier Giacomo Castiglioni em 1960 .
A cadeira Lierna é considerado uma das grandes obras-primas do design italiano e o primeiro exemplo de uma nova era.
É uma  cadeira de jantar em posição vertical, feita de laca com um assento contraplacado  ligeiramente acolchoadas
Foi encomendada e produzida por Cassina e vendida por de Dino Gavina . O seu design conceitual é inspirado pela cultura histórica do território da antiga vila de Lierna, no Lago Como:  pragmática, tradicional e elegante .

## Exposições
- MAMbo Bolonha Museu de Arte Moderna, "Dino Gavina, Design Relâmpago", de Bolonha de 2010
- Feira Internacional de Móveis, Milão, 2014
- "I-design. Meritalia. Uma história de paixão ", Alliatas Palace Villafranca, Palermo de 2015

## Temas externos
- Folha informativa sobre o site Meritalia
- História da cadeira no site daAchille Castiglioni
- História da cadeira no site da Pier Giacomo Castiglioni